# Buýt đường sông Thành phố Hồ Chí Minh
Buýt đường sông Thành phố Hồ Chí Minh (còn gọi là Buýt sông Sài Gòn, tiếng Anh: Saigon Waterbus) là dự án phát triển hệ thống buýt đường sông tại Thành phố Hồ Chí Minh, Việt Nam. Hiện nay, tuyến số 1 đã hoàn thành, tuyến số 2 đang được xây dựng và 2 tuyến được đề xuất, với Bến Bạch Đằng là trạm trung tâm.

## Các tuyến và lộ trình

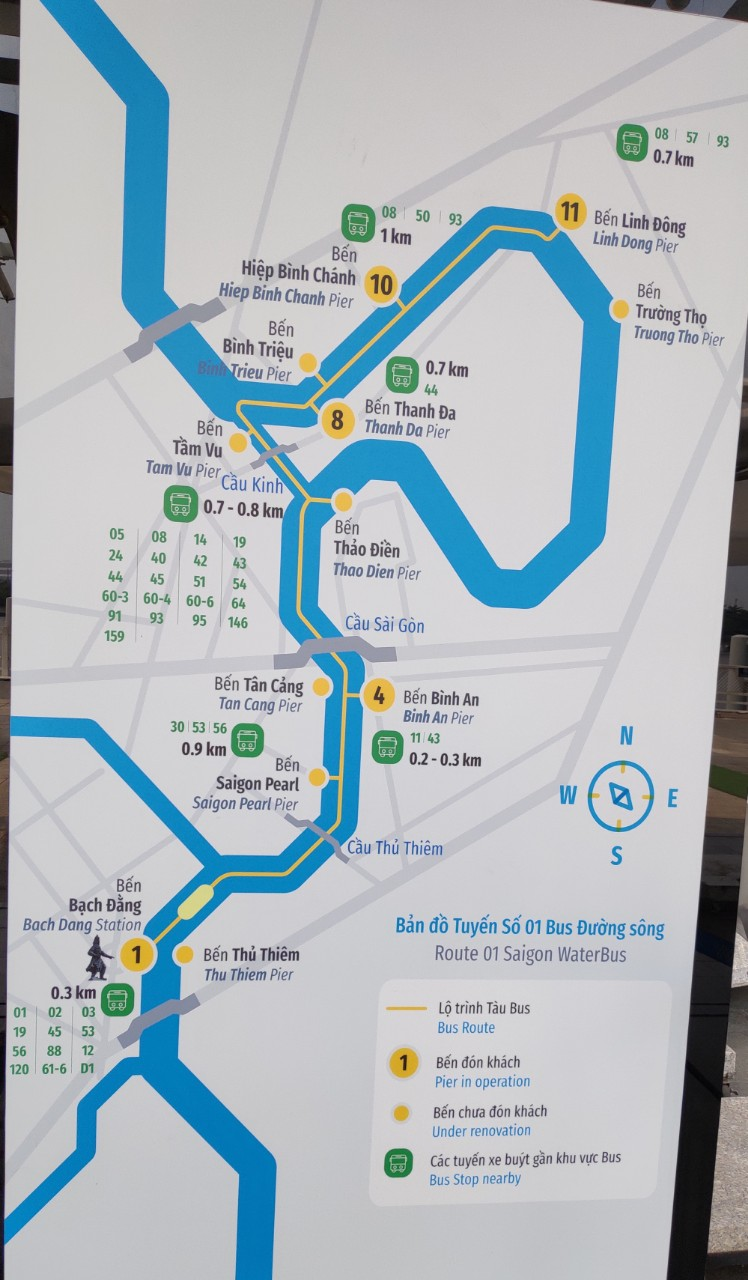
Bản đồ tuyến 1

### Tuyến số 1 (Bạch Đằng-Linh Đông)
Tuyến số 1 đi qua các quận 1, 2, Bình Thạnh, Thủ Đức gồm 12 điểm đón, trả khách; lộ trình tuyến xuất phát từ bến Bạch Đằng (quận 1) đi theo sông Sài Gòn, qua kênh Thanh Đa và quay trở lại sông Sài Gòn đến khu vực phường Linh Đông (Thủ Đức). Tổng chiều dài tuyến 10,8 km, thời gian hành trình của mỗi tuyến sẽ vào khoảng 30 phút; mỗi tàu cập bến đón - trả khách giới hạn trong khoảng 3 phút.
Hiện đang vận hành 5/12 bến vào hoạt động bao gồm: Bạch Đằng, Bình An, Thanh Đa, Hiệp Bình Chánh và Linh Đông. Những bến bãi còn lại, đơn vị sẽ tiếp tục hoàn thiện các hạng mục để sớm đưa vào khai thác. Cũng theo nhà đầu tư, tuyến buýt đường sông số 1 sẽ có 5 tàu buýt (mỗi tàu 70 chỗ) hoạt động. Trong đó, 4 tàu sẽ vận chuyển thường xuyên và 1 tàu dự bị. Một ngày có 12 chuyến hoạt động từ 6h30 sáng đến 19h30.

### Tuyến số 2 (Bạch Đằng-Lò Gốm)
Sở Giao thông vận tải Thành phố Hồ Chí Minh vừa cho biết đầu năm 2020, các đơn vị sẽ chính thức khởi động, xây dựng nhiều hạng mục công trình thuộc tuyến buýt sông số 2. Tuyến buýt đường sông số 2 có chiều dài 10,3 km đi qua các quận 1, 4, 5, 6, 8 từ bến Bạch Đằng (quận 1) đi theo sông Sài Gòn qua rạch Bến Nghé, kênh Tàu Hũ đến khu vực bến Lò Gốm (quận 8) và ngược lại.

### Tuyến số 3 (Bạch Đằng- Mũi Đèn Đỏ)
Tuyến này được kiến nghị theo cơ chế thí điểm phục hồi kinh tế sau đại dịch, dài 13 km, từ Bến Bạch Đằng (quận 1) theo sông Sài Gòn đến Mũi Đèn Đỏ (quận 7) nơi điểm cuối của sông Sài Gòn và cắt với sông Soài Rạp, qua các quận 1, 4, 7 và cập bến tại các vị trí: Khu chế xuất Tân Thuận, bến trung tâm Mũi Đèn Đỏ. Nhà đầu tư dự kiến bố trí tàu 50 chỗ cho tuyến này.

### Tuyến số 4 (Bạch Đằng-Phú Mỹ Hưng)
Tuyến này được đề xuất thực hiện cùng với tuyến số 3, dài 13 km, từ Bến Bạch Đằng (quận 1) theo sông Sài Gòn, kênh Tẻ, rạch Ông Lớn, rạch Đỉa và đến khu đô thị Phú Mỹ Hưng (quận 7). Tuyến qua các quận 1, 4, 7 và cập bến tại bến công viên Trần Xuân Soạn, bến Tân Phong, bến Phú Mỹ Hưng 2 và bến trung tâm Phú Mỹ Hưng. Tuyến này dự kiến được bố trí tàu 30 chỗ để phù hợp với địa hình.

## Các bến tàu thủy và tuyến xe buýt kết nối

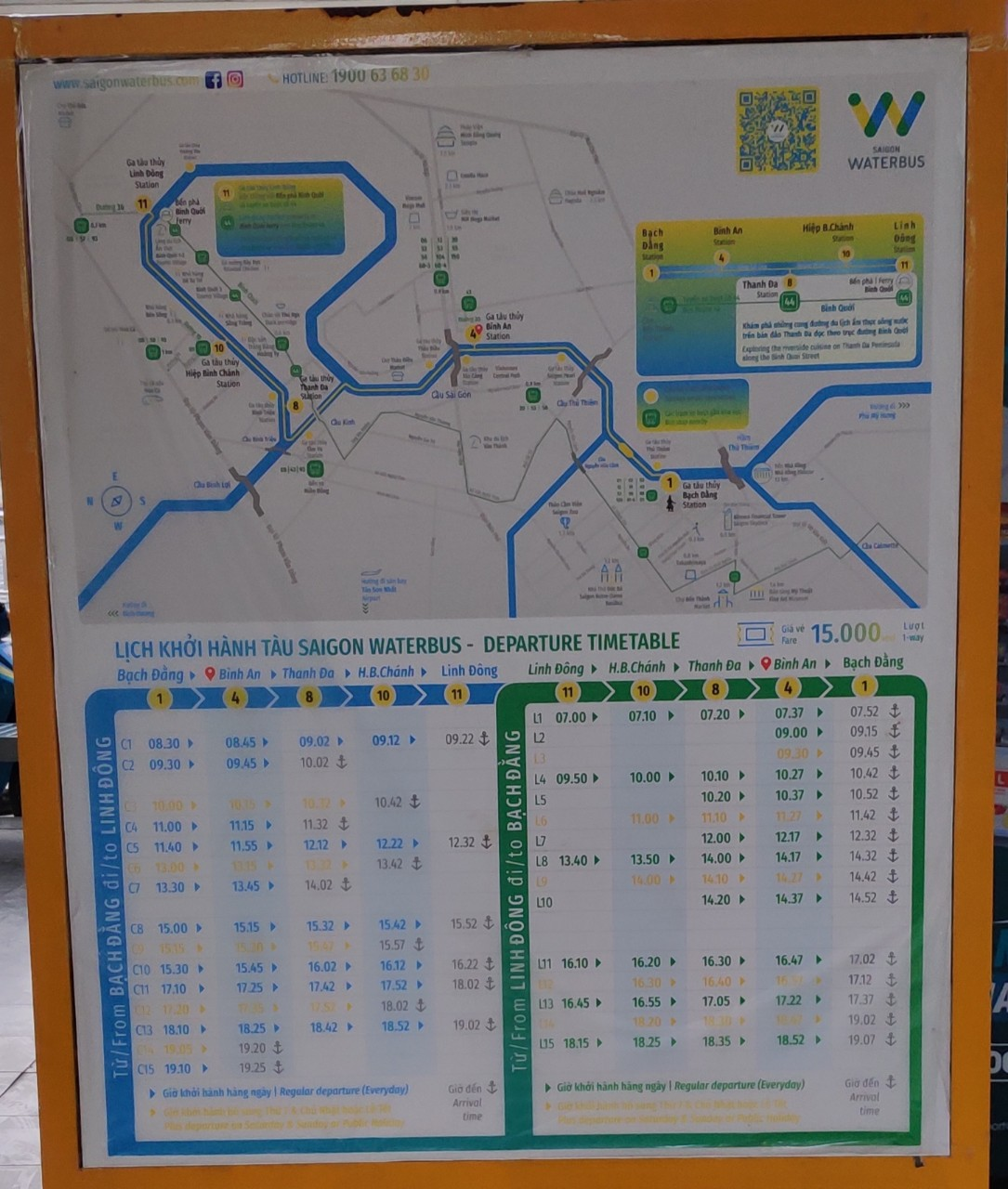
Bản đồ tuyến số 1 và giờ chạy

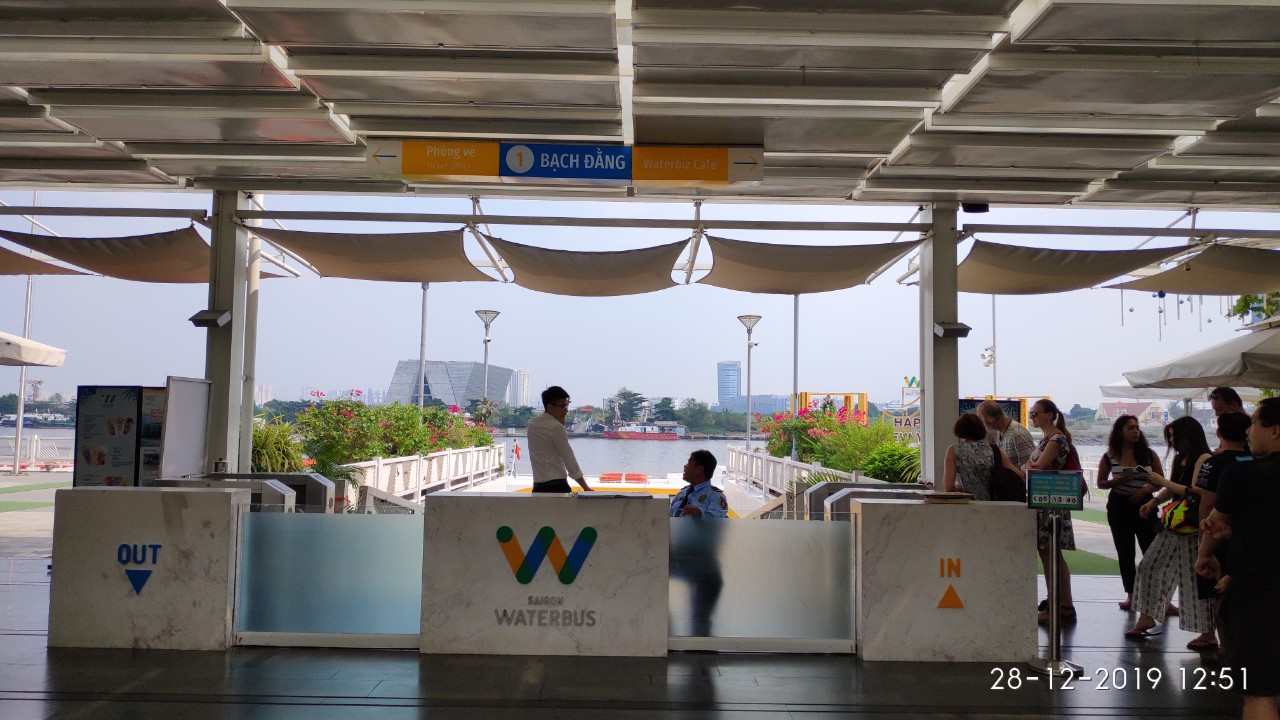
Cổng soát vé tại Bến Bạch Đằng

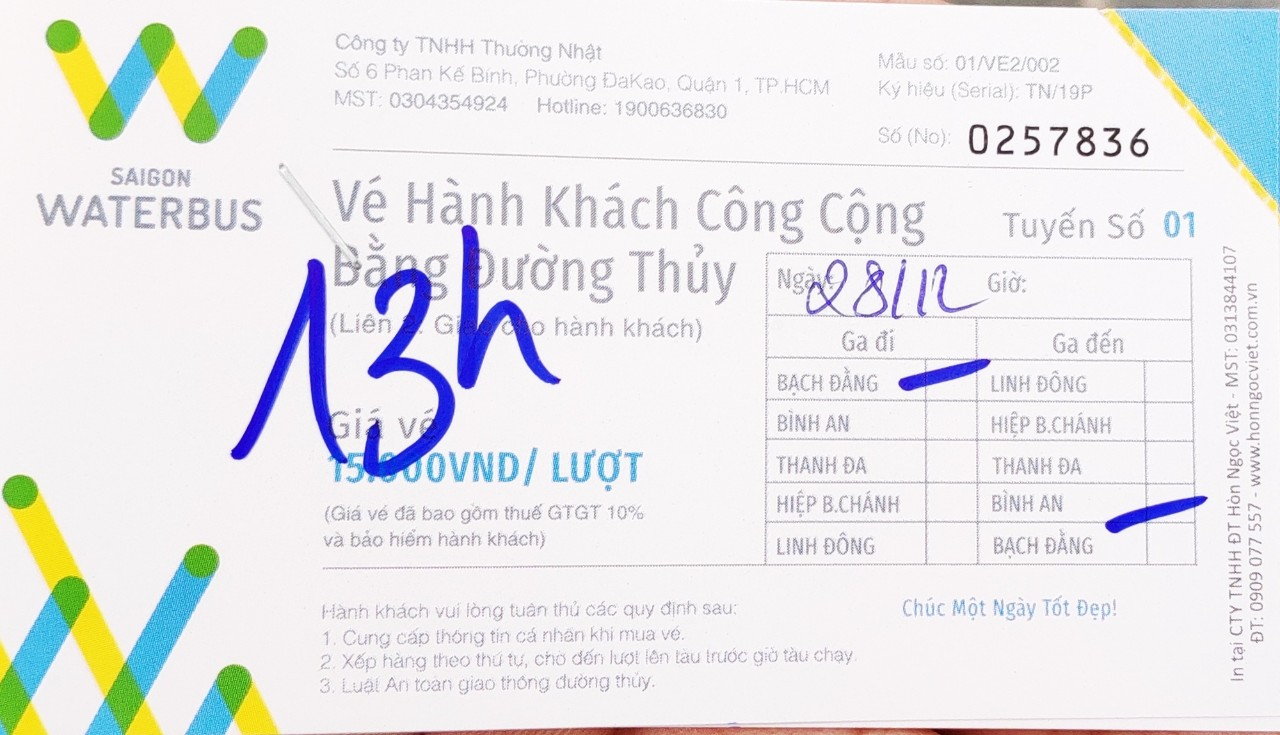
Vé tàu

### Bến Bạch Đằng
- Ga chính của tuyến 1 và 2
- Các tuyến kết nối: 01, 03, 19, 45, 53, 56, 88, 120, 61-6, D1

### Tuyến số 1
- Bến Thủ Thiêm (đang xây dựng)
- Bến Sai Gon Pearl (đang xây dựng): 30, 53, 56
- Bến Tân Cảng (đang xây dựng): 30, 53, 56
- Bến Bình An: 43
- Bến Thảo Điền (đang xây dựng)
- Bến Tầm Vu (đang xây dựng): 05, 08, 14, 19, 24, 43, 44, 45, 60-3, 60-4, 60-6, 64, 91, 93, 146
- Bến Thanh Đa: 44
- Bến Bình Triệu (đang xây dựng):
- Bến Hiệp Bình Chánh: 88, 90, 93
- Bến Linh Đông: 08, 57, 93
- Bến Trường Thọ (đang xây dựng)

### Tuyến số 2 (xây dựng)[5]
- Bến Nguyễn Thái Bình
- Bến Calmette
- Bến Khánh Hội
- Bến Cầu chữ Y
- Bến Chợ Hòa Bình
- Bến Nguyễn Tri Phương
- Bến Bình Đông
- Bến Bình Tây
- Bến Chùa Long Hoa
- Bến Lò Gốm